# Жан-Поль Фітуссі
Жан-Поль Фітуссі (фр. Jean-Paul Fitoussi; 19 серпня 1942, Туніс — 15 квітня 2022, Париж) — французький економіст, доктор економічних наук.

## Біографія
Жан-Поль Фітуссі народився 19 серпня 1942 в Тунісі. З 1982 є професором в Інституті політичних досліджень де Парі. З 14 квітня 2004 є членом Ради директорів Telecom Italia. В 2008 увійшов до створеної президентом Ніколя Саркозі Комісії з основних показників економічної діяльності і соціального прогресу. Має орден Почесного Легіону.